# 803
803 (DCCCIII) var ett normalår som började en söndag i den julianska kalendern.

## Händelser

### Okänt datum
- Nikeforos I av Bysantinska riket och Karl den store av Tysk-romerska riket drar sina gränser.
- Venedig erkänns som självständigt av det Bysantinska riket.
- Stiftskeller St. Peter, som antas vara Centraleuropas äldsta restaurang, startas.[1]

## Födda
- Du Mu, kinesisk poet och befattningshavare (död 852)

## Avlidna
- 24 juni — Higbald av Lindisfarne
- 9 augusti — Bysantinska kejsarinnan Irene

### Fotnoter
1. ↑  MYTravelGuide Arkiverad 14 juli 2011 hämtat från the Wayback Machine. Stifskeller St Peter